# Joe Jiménez
Joe Alexander Jiménez (San Juan, Puerto Rico, 17 de enero de 1995), más conocido como Joe Jiménez, es un jugador profesional puertorriqueño de béisbol que se desempeña en la posición de lanzador en Atlanta Braves, equipo de las Grandes Ligas de Béisbol (MLB).

## Carrera
Jiménez hizo su debut en la MLB con el equipo Detroit Tigers, en el cual jugó seis temporadas (2017-2022), después pasó a Atlanta Braves, donde lleva jugando dos temporadas.